# Arismendi (apellido)
Arismendi (en euskera Arizmendi) es un apellido español de origen vasco.

## Historia
Originario de Guipúzcoa, se extendió por Vizcaya, Navarra y los Pirineos Atlánticos (Nueva Aquitania, Francia), antes de pasar a América.

## Etimología
El apellido deriva de dos palabras del idioma vasco: haritz, que significa "roble", y mendi, que significa "montaña", o sea "montaña de robles".

## Escudos
Cada escudo representa a una rama familiar del apellido cuyos datos de origen suelen constar en la descripción del mismo, por lo que solo los herederos de esa rama familiar pueden disfrutar de dicho blasón.
|  | El escudo Arizmendi está blasonado así: Escudo cuartelado: 1.º y 4.º, en campo de plata tres palos de azur, y 2.º y 3.º, en campo de azur, un grifo de oro. De Irún (Guipúzcoa), el primitivo. |

| Blason à dessiner | El escudo Arizmendi está blasonado así: En campo de oro, un león rampante, de gules. Bordura de azur, con ocho sotueres de oro. En Azpeitia (Guipúzcoa) |

|  | El escudo Arizmendi está blasonado así: En campo de oro, un león rampante, de gules. Bordura de azur, con seis sotueres de oro. En Azpeitia (Guipúzcoa) y Saint-Étienne-de-Baïgorry (Nueva Aquitania, Francia) |

| Blason à dessiner | El escudo Arizmendi está blasonado así: En campo de oro, un jabalí de sable, manchado su mejilla de gules, y surmontado de una flor de lis, de azur. En Éibar (Guipúzcoa). |

| Blason à dessiner | El escudo Arizmendi está blasonado así: En campo de oro, un árbol de sinople y un jabalí de sable, pasante al pie del tronco. En Andoáin (Guipúzcoa) |

| Blason à dessiner | El escudo Arizmendi está blasonado así: En campo de oro, un árbol de sinople y un jabalí de sable, pasante al tronco. Bordura de gules, con ocho estrellas de oro. En Tolosa (Guipúzcoa) |

| Blason à dessiner | El escudo Arizmendi está blasonado así: Escudo partido: 1.º, en campo de azur, dos flores de lis de oro, puestas en palo, y 2.º, en campo de oro, un roble de sinople y un jabalí de sable, pasante al pie del tronco. En Jeméin (Marquina-Jemein, Vizcaya) |

| Blason à dessiner | El escudo Arizmendi está blasonado así: De oro pleno. Bordura de plata. En Navarra |

| Blason à dessiner | El escudo Arizmendi está blasonado así: En campo de oro, un árbol de sinople, y dos lobos de sable, pasantes al pie del tronco. En Rigoitia (Vizcaya) |

|  | El escudo Arizmendi está blasonado así: En campo de plata, un león rampante, de gules. Bordura de gules con catorce sotueres de oro. Escudo situado en el palacio de Arizmendi, Navarra. |

|  | El escudo Arismendi está blasonado así: En campo de azur, dos sacos de oro, puestos en palo. |

| Blason à dessiner | El escudo Harismendy está blasonado así: En campo de oro, un león rampante, de gules. Bordura de plata. Apellido vascofrancés, documentado en 1609 en Sara y Ossès (Pirineos Atlánticos, Francia). |

| Blason à dessiner | El escudo Harismendy está blasonado así: Jaquelado de azur y oro. Sobre el todo, una faja flordelisada de plata y sable. |

|  | Escudo personal del obispo mejicano Felipe Arizmendi Esquibel. |

## Variantes
- Arismendia
- Arisme
- Arismendy
- d'Arismendi
- d'Arismendy
- Arizmendi[1]
- Arizmendy
- Harismendy[3]
- Harizmendi

## Compuestos y Derivados
- Aresmendi
- Arismendiz
- Arizmendiarreta
- Arizmendi Arrieta, Arizmendi-Arrieta, Arizmendiarrieta

## Historia
Una rama de la familia emigró a América Latina. Uno de los primeros fue Juan Bernardo de Arismendi, quien era de Fuenterrabía, un municipio vasco de la provincia de Guipúzcoa, y se radicó en lo que hoy es Venezuela. Era comandante del Castillo de Araya durante la segunda mitad del siglo XVII y dio origen a una de las familias más prominentes en Venezuela, a la que pertenecieron muchos personajes importantes en la historia de ese país, como el general Juan Bautista Arismendi y Subero, prócer de la independencia de Venezuela.